# Gmina zbiorowa Uelsen
Gmina zbiorowa Uelsen (niem. Samtgemeinde Uelsen) - gmina zbiorowa położona w niemieckim kraju związkowym Dolna Saksonia, w powiecie Grafschaft Bentheim. Siedziba administracji gminy zbiorowej znajduje się w miejscowości Uelsen. Najbardziej na zachód położona gmina zbiorowa kraju związkowego.

## Podział administracyjny
Do gminy zbiorowej Uelsen należy siedem gmin, w tym jedno miasto (niem. Stadt):
1. Getelo
2. Gölenkamp
3. Halle
4. Itterbeck
5. Uelsen
6. Wielen
7. Wilsum